# Eef Kamerbeek

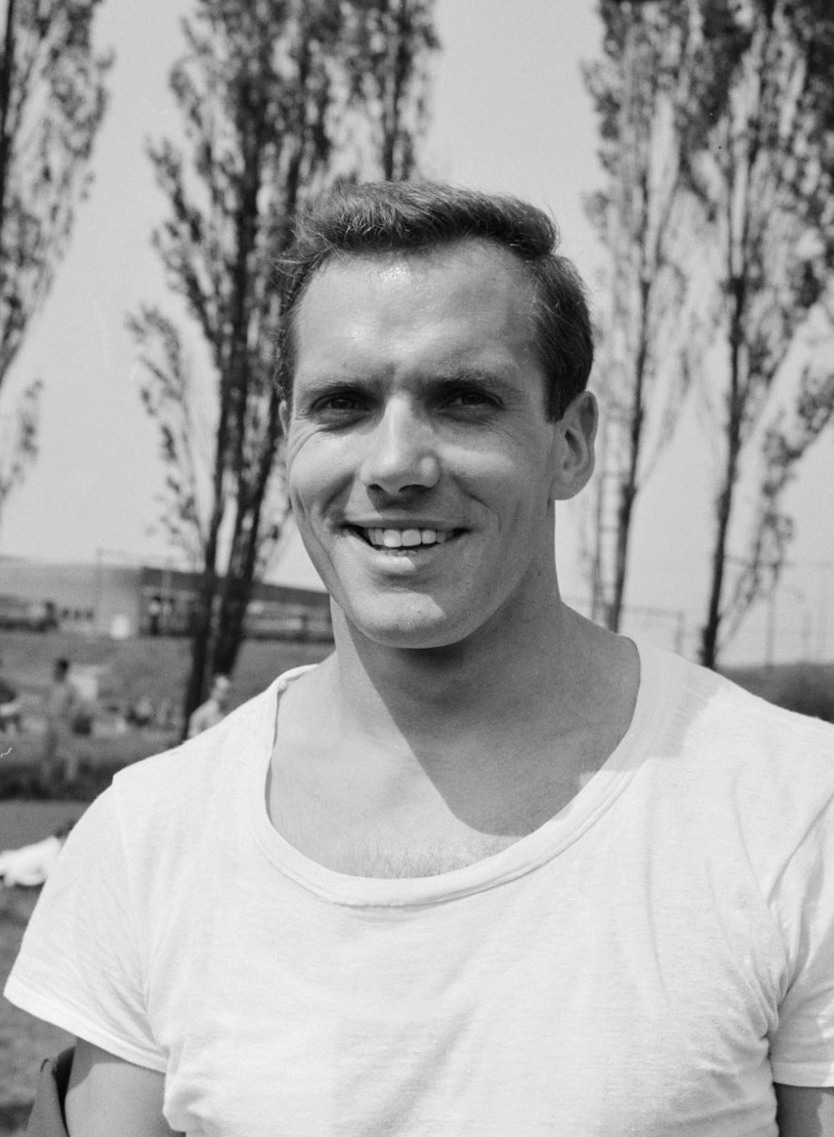
Eef Kamerbeek, 1964

Evert „Eef“ Kamerbeek (* 17. März 1934 in Eindhoven; † 26. August 2008 in Waalre) war ein niederländischer Leichtathlet, der 1960 Sportler des Jahres in den Niederlanden war.

## Karriere
Eefs Vater Henk Kamerbeek hatte 1924 und 1928 als Hammerwerfer an den Olympischen Spielen teilgenommen und war danach Vorsitzender der PSV Eindhoven. Eef Kamerbeek war schon als Jugendlicher einer der besten niederländischen Athleten. 1954 gewann er seinen ersten niederländischen Meistertitel im Zehnkampf, bis 1964 gewann er diesen Titel elfmal in Folge. Er stellte insgesamt 23 niederländische Landesrekorde auf, sein 1962 aufgestellter letzter Rekord im Zehnkampf von 7724 Punkten, 7500 Punkte nach heute gültiger Punktwertung, wurde 1976 übertroffen, sein Landesrekord im 100-Meter-Hürdenlauf von 14,2 Sekunden, den er 1963 aufstellte, hielt bis 1970.
1956 reiste Kamerbeek nach Melbourne, um dort an den Olympischen Spielen 1956 teilzunehmen. Erst in Melbourne erfuhr er, dass die Niederlande wegen des Einmarschs der Sowjetunion in Ungarn nach dem ungarischen Volksaufstand die Teilnahme abgesagt hatten. Zwei Jahre später bei den Europameisterschaften 1958 belegte er im Zehnkampf den sechsten Platz. Über die 110-Meter-Hürden-Distanz schied er im Zwischenlauf aus.
Bei den Olympischen Spielen 1960 in Rom gewann die Mannschaft der Niederlande eine Silbermedaille und zwei Bronzemedaillen, alle Medaillen erkämpften die Schwimmer. Eef Kamerbeek belegte mit 7236 Punkten den fünften Platz im Zehnkampf und hatte 573 Punkte Rückstand auf den drittplatzierten Wassili Kusnezow aus der Sowjetunion und über 1000 Punkte Rückstand auf die beiden Erstplatzierten. Gleichwohl wählte ihn die niederländische Sportpresse zum Sportler des Jahres, obwohl der Eisschnellläufer Jan Pesman und der Schwimmer Wieger Mensonides olympische Bronzemedaillen gewonnen hatten.
Bei den Europameisterschaften 1962 in Belgrad erreichte Kamerbeek mit 7724 Punkten die höchste Punktzahl seiner Karriere, er belegte den vierten Platz mit 111 Punkten Rückstand auf den Deutschen Manfred Bock auf Rang drei. Seinen letzten großen Zehnkampf begann Kamerbeek bei den Olympischen Spielen 1964 in Tokio, brach den Wettkampf aber wegen Rückenbeschwerden nach dem ersten Tag ab.
Kamerbeek arbeitete in verschiedenen Funktionen für den Philips-Konzern und war zeitweise auch bei PSV Eindhoven zuständig für die Leichtathletikabteilung.
Bei einer Körpergröße von 1,89 Meter betrug sein Wettkampfgewicht 91 Kilogramm.

## Meistertitel
- 110-Meter-Hürdenlauf: 1958, 1959, 1960, 1961, 1962, 1963, 1964
- 200-Meter-Hürdenlauf: 1961, 1962
- Diskuswurf: 1967
- Speerwurf: 1962
- Zehnkampf: 1954, 1955, 1956, 1957, 1958, 1959, 1960, 1961, 1962, 1963, 1964